# Liste des monuments historiques protégés en 1879
Cet article recense les monuments historiques français classés en 1879.

## Protections
| Édifice                              | Commune               | Département        | Région              | Protection | Base Mérimée                         | Coordonnées                        | Image |
| ------------------------------------ | --------------------- | ------------------ | ------------------- | ---------- | ------------------------------------ | ---------------------------------- | ----- |
| Église de l'Assomption-de-Notre-Dame | Rouvres               | Calvados           | Normandie           | classé     | « PA00111643 », notice no PA00111643 | 49° 00′ 13″ nord, 0° 11′ 12″ ouest |       |
| Église Saint-Martin                  | Creully               | Calvados           | Normandie           | classé     | « PA00111262 », notice no PA00111262 | 49° 17′ 11″ nord, 0° 32′ 36″ ouest |       |
| Église Saint-Martin                  | Ver-sur-Mer           | Calvados           | Normandie           | classé     | « PA00111790 », notice no PA00111790 | 49° 20′ 02″ nord, 0° 31′ 44″ ouest |       |
| Tour de la Lanterne                  | La Rochelle           | Charente-Maritime  | Nouvelle-Aquitaine  | classé     | « PA00105149 », notice no PA00105149 | 46° 09′ 43″ nord, 1° 10′ 29″ ouest |       |
| Tour de la Chaîne                    | La Rochelle           | Charente-Maritime  | Nouvelle-Aquitaine  | classé     | « PA00105148 », notice no PA00105148 | 46° 09′ 43″ nord, 1° 10′ 29″ ouest |       |
| Tour Saint-Nicolas                   | La Rochelle           | Charente-Maritime  | Nouvelle-Aquitaine  | classé     | « PA00105150 », notice no PA00105150 | 46° 09′ 43″ nord, 1° 10′ 29″ ouest |       |
| Fortifications maritimes             | La Rochelle           | Charente-Maritime  | Nouvelle-Aquitaine  | classé     | « PA00104883 », notice no PA00104883 | 46° 09′ 43″ nord, 1° 10′ 29″ ouest |       |
| Chapelle Saint-Gilles                | Pons                  | Charente-Maritime  | Nouvelle-Aquitaine  | classé     | « PA00104842 », notice no PA00104842 | 45° 34′ 37″ nord, 0° 33′ 27″ ouest |       |
| Donjon de Pons                       | Pons                  | Charente-Maritime  | Nouvelle-Aquitaine  | classé     | « PA00105316 », notice no PA00105316 | 45° 34′ 37″ nord, 0° 33′ 27″ ouest |       |
| Hôpital des pèlerins                 | Pons                  | Charente-Maritime  | Nouvelle-Aquitaine  | classé     | « PA00104846 », notice no PA00104846 | 45° 34′ 37″ nord, 0° 33′ 27″ ouest |       |
| Ancien Hôtel de ville                | Niort                 | Deux-Sèvres        | Nouvelle-Aquitaine  | classé     | « PA00101287 », notice no PA00101287 | 46° 19′ 42″ nord, 0° 27′ 55″ ouest |       |
| Église Saint-Léger                   | Saint-Maixent-l'Ecole | Deux-Sèvres        | Nouvelle-Aquitaine  | classé     | « PA00101351 », notice no PA00101351 | 46° 24′ 46″ nord, 0° 12′ 37″ ouest |       |
| Chapelle Notre-Dame-du-Champdé       | Châteaudun            | Eure-et-Loir       | Centre-Val de Loire | classé     | « PA00097020 », notice no PA00097020 | 48° 04′ 34″ nord, 1° 19′ 35″ est   |       |
| Enceinte de la ville                 | Richelieu             | Indre-et-Loire     | Centre-Val de Loire | classé     | « PA00097948 », notice no PA00097948 | 47° 00′ 52″ nord, 0° 18′ 56″ est   |       |
| Porte Saint-Georges                  | Nancy                 | Meurthe-et-Moselle | Grand-Est           | classé     | « PA00106316 », notice no PA00106316 | 48° 41′ 25″ nord, 6° 10′ 33″ est   |       |
| Église Saint-Martin                  | Sorèze                | Tarn               | Occitanie           | classé     | « PA00095647 », notice no PA00095647 | 43° 26′ 28″ nord, 2° 04′ 49″ est   |       |